# 炭団

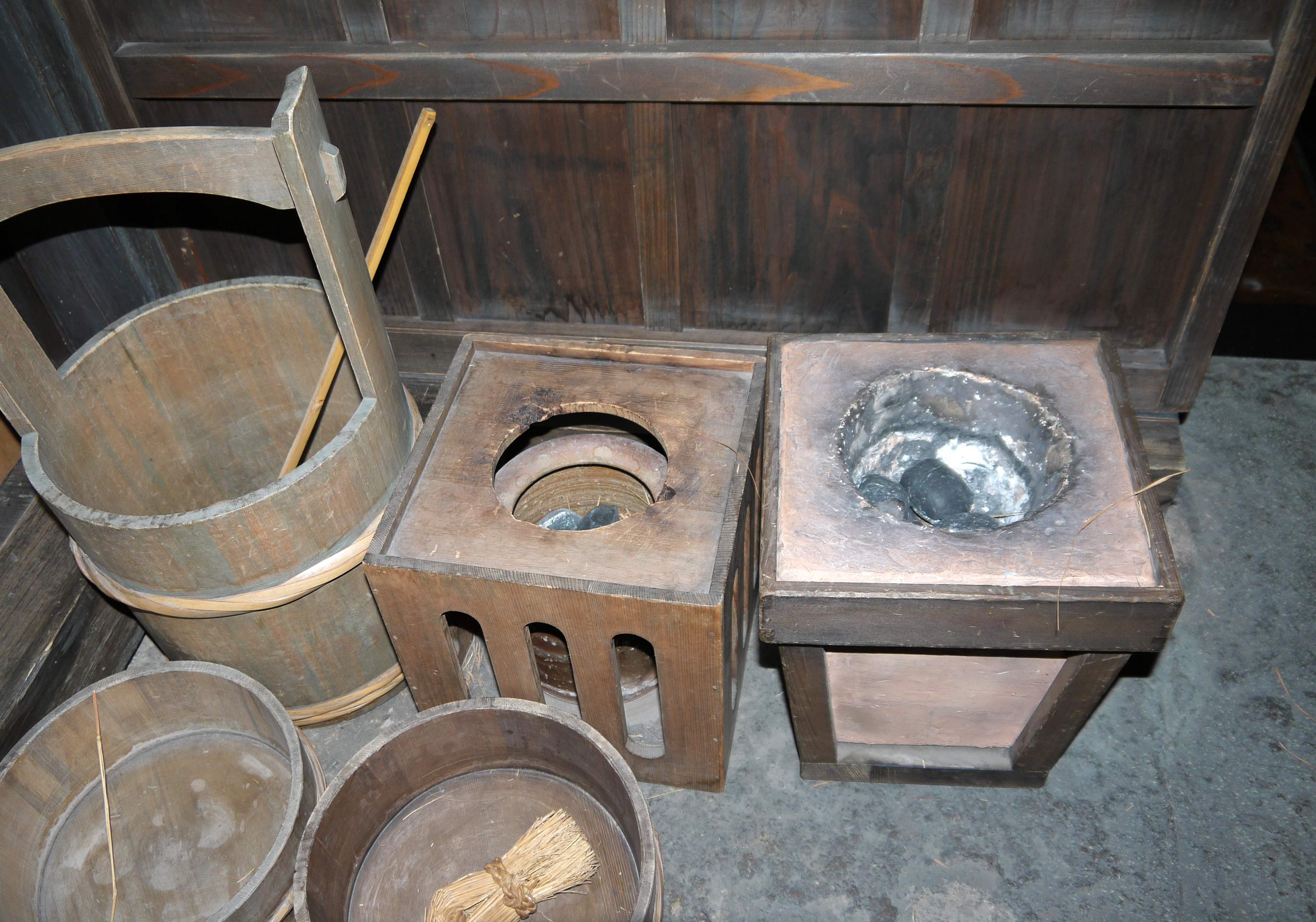
江戸時代後期の七輪（右）。左は漁師が多用した携帯コンロ。展示物内の燃料は炭団を模したものと思われる。江戸期の下町庶民は木炭よりも安価な炭団を常用した。（深川江戸資料館）

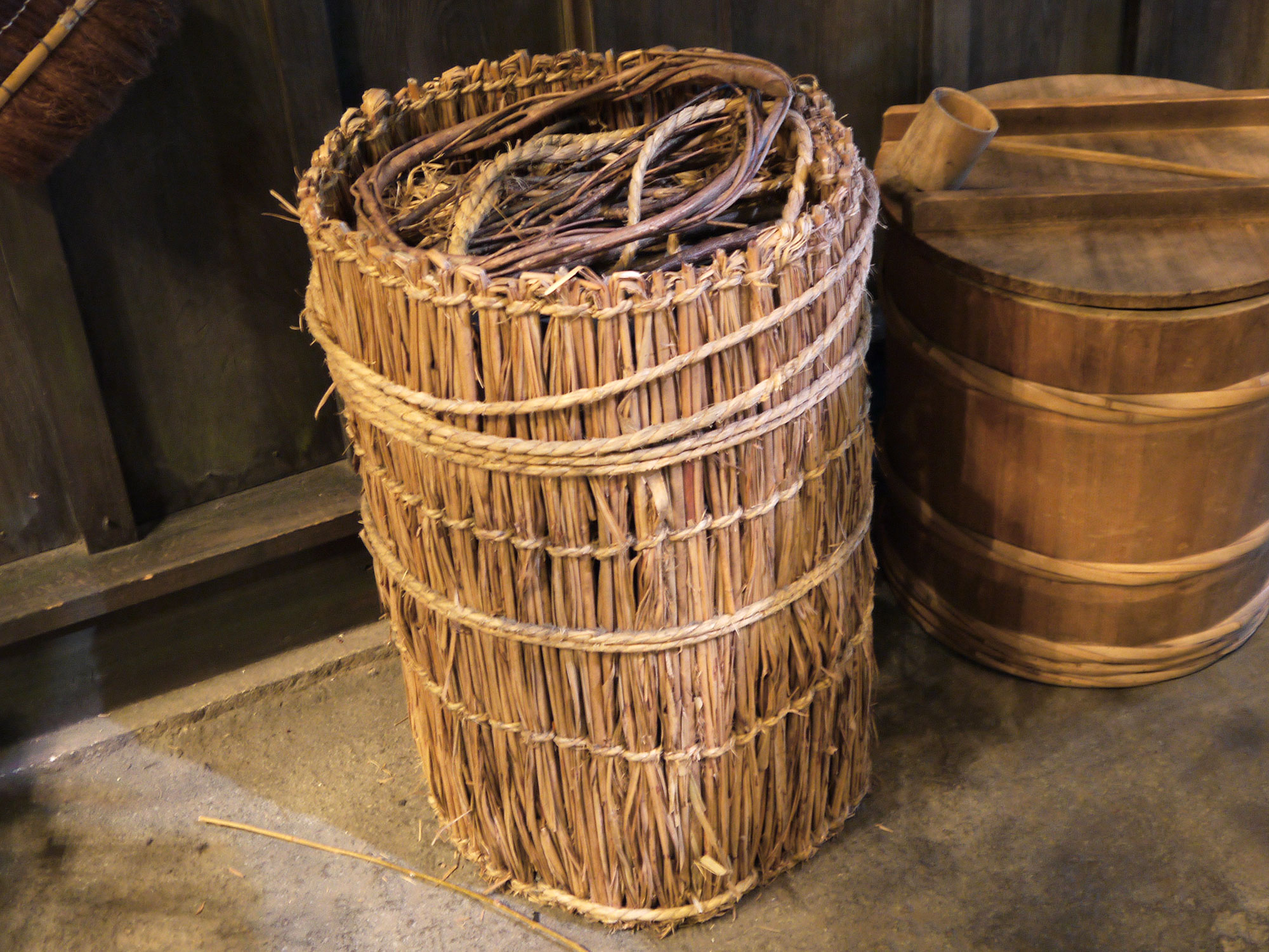
江戸期の炭俵（深川江戸資料館）

炭団（たどん）は、炭（木炭、竹炭、石炭）の粉末をフノリなどの結着剤と混ぜ、団子状に整形して乾燥させた燃料。冬の季語。

## 概要
木炭製造時には売り物にならない細かい欠片が大量発生する。さらに木炭を運搬する際には衝撃などで炭が砕け、炭俵や炭袋などの中には大量の炭の粉末が溜まる。こういった木炭の欠片や粉を集め、繋ぎの糊と練って手で丸く固めて成形したのが始まりとされる。火力は弱いが種火の状態で1日中でも燃焼し続けるため、火鉢やこたつ、煮物調理に向いていた。また一般家庭でも余った炭の粉を集めて自家製の炭団を造っていた。江戸期には塩原太助が木炭の粉に、粘着剤としての海藻を混ぜ固めた炭団を発明し、商業的に大成功した。
成型用のつなぎとしてふのり、ツノマタなどの海藻、ジャガイモのデンプンなどを用い、場合によっては火持ちを良くするため土なども混ぜ、大人の握りこぶしほどの大きさに丸めて固め、乾燥させて仕上げる。また、泥炭を球状に整形して炭化させた製品もあったようだ。
炭団は高度成長期に石油ストーブやプロパンガスが普及する前まで、一般家庭での暖房用や調理加熱用として火鉢やこたつで日常的に利用されていた。昭和30年代頃までは全国各地で製造されており、全国に炭団製造工場があったほか、山林地域の産業として重要な役割を担っていた。寒冷地で日常よく使うものであったことから、雪だるまの目に使うこともあった。戦後のエネルギー革命により、家庭からは姿を消してしまった。
炭団は、雑草やトウモロコシの芯などから作った均一な品質でない木炭を、効率的に長時間燃焼する燃料として利用できる。粘着剤は家畜の糞などでも代用可能なため、現在は発展途上国への技術支援も行われている。

### 香道の炭団
香道で使用する炭団（香炭団）は、上質の木炭の粉を小さな円筒形に固めたものであり、暖房用の炭団と大きく異なる。

## その他
- 大相撲では、その色と形状から黒星（敗戦）を指して「炭団」と呼ぶことがある[4]。
- 色黒で目鼻立ちがはっきりしない顔立ちを「炭団に目鼻」と表現する。同様の言葉には、整った容貌を意味する「玉子に目鼻」、不細工を意味する「南瓜に目鼻」がある。
- 東京都文京区本郷には炭団坂という坂がある[5]。

## 炭団にまつわる作品
- 『たどんとちくわ』- 日本の映画（1998年、ギャガ・コミュニケーションズ）。
- 『AKIRA』- 大友克洋の漫画。その外観から「炭団」と呼ばれるメカが登場する。
- 『サザエさん』- 長谷川町子の漫画。客が暗闇の中でミカンと間違えて炭団を手にする描写がある。